# Nick Abadzis

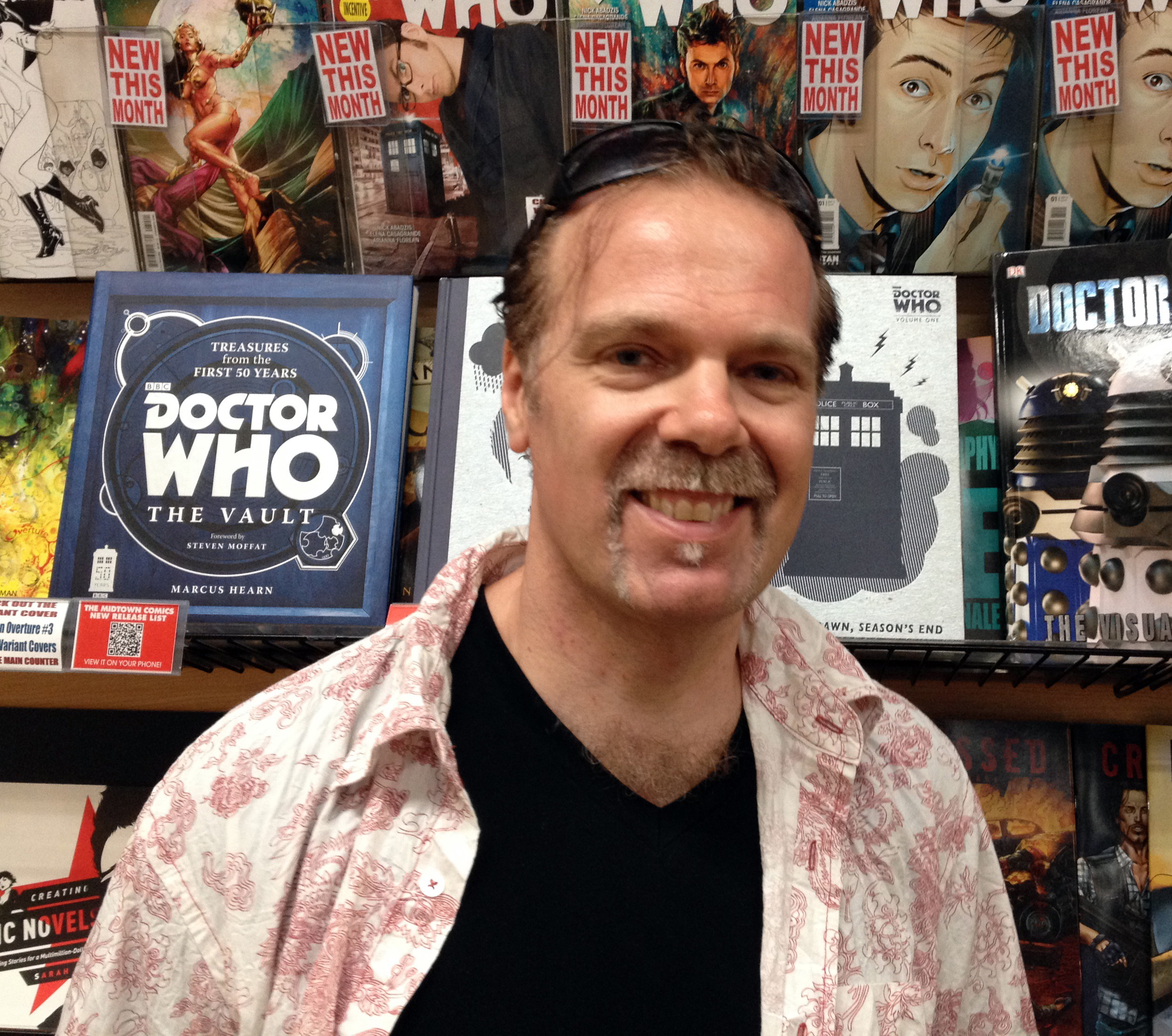
Nick Abadzis (2014)

Nick Abadzis (* 1965 in Schweden) ist ein britischer Zeichner und Autor von Comics.

## Leben
Abadzis stammt aus einem griechisch-britischen Elternhaus und wuchs in Schweden, England und in der Schweiz auf. 1987 wurde er von der Firma Marvel Comics in Großbritannien als bis dahin jüngster Redakteur eingestellt. Im darauffolgenden Jahr machte er sich selbständig und arbeitete für die inzwischen nicht mehr bestehende britische Comic-Zeitschrift Deadline. Für die Zeitschrift schuf er die Figur Hugo Tate, deren Comics dort von 1988 bis 1994 erschien. Eine Sammlung seiner Geschichten wurde 1993 mit dem Titel Hugo Tate: O, America als Buch verlegt. Eine zweite Figur aus Deadline ist Mr. Pleebus, die Aufnahme in vier seiner Kinderbücher der Jahre 1998 bis 2001 fand.
Abadzis' größter Erfolg war 2007 die Graphic Novel Laika, die den letzten Lebensabschnitt des ersten Lebewesens, das in den Weltraum geschickt wurde, schildert. Laika wurde preisgekrönt und international verlegt. Der Künstler arbeitete für Wochen- und Tageszeitungen, wie The Guardian, The Times und The Sunday Correspondent. Er ist für verschiedene britische Verlage Berater auf dem Gebiet Kinderbuch. Für die Fernsehserie Bob der Baumeister, eine Stop-Motion-Verfilmung, schrieb er einige Texte.
2010 zog Abadzis von London nach New York City um.

## Preise und Auszeichnungen
- 1994: UK Comic Art Award für Hugo Tate: O, America als Best Graphic Novel.
- 2008: Eisner Award für Laika als Best Teen Graphic Novel.
- 2008: Nominierung für den Harvey Award für Laika als Best Original Graphic Album.

## Veröffentlichungen
- Hugo Tate: O, America, Tundra/Atomeka, 1993.
- Pleebus Planet Books: Text und Zeichnungen von Abadzis.
  - The Amazing Mr. Pleebus. Orchard Books, 1996.
  - The Freaky Beastie of Hill Road School. Orchard Books, 1997.
  - The Magic Skatebord. Orchard Books, 1998.
  - Voyage to Planet Voon. Orchard Books, 1999.
- Comicserie 2000 AD.
  - Darkness Visible, mit Zeichnungen von John Ridgeway. 1996.
- 2007: Laika, Graphic Novel.
  - 2011: deutsch von Ebi Baumann: Laika. Atrieum Verlag, Zürich, ISBN 978-3-85535-002-5.[1]